# Illerdurchbruch bei Oberkottern

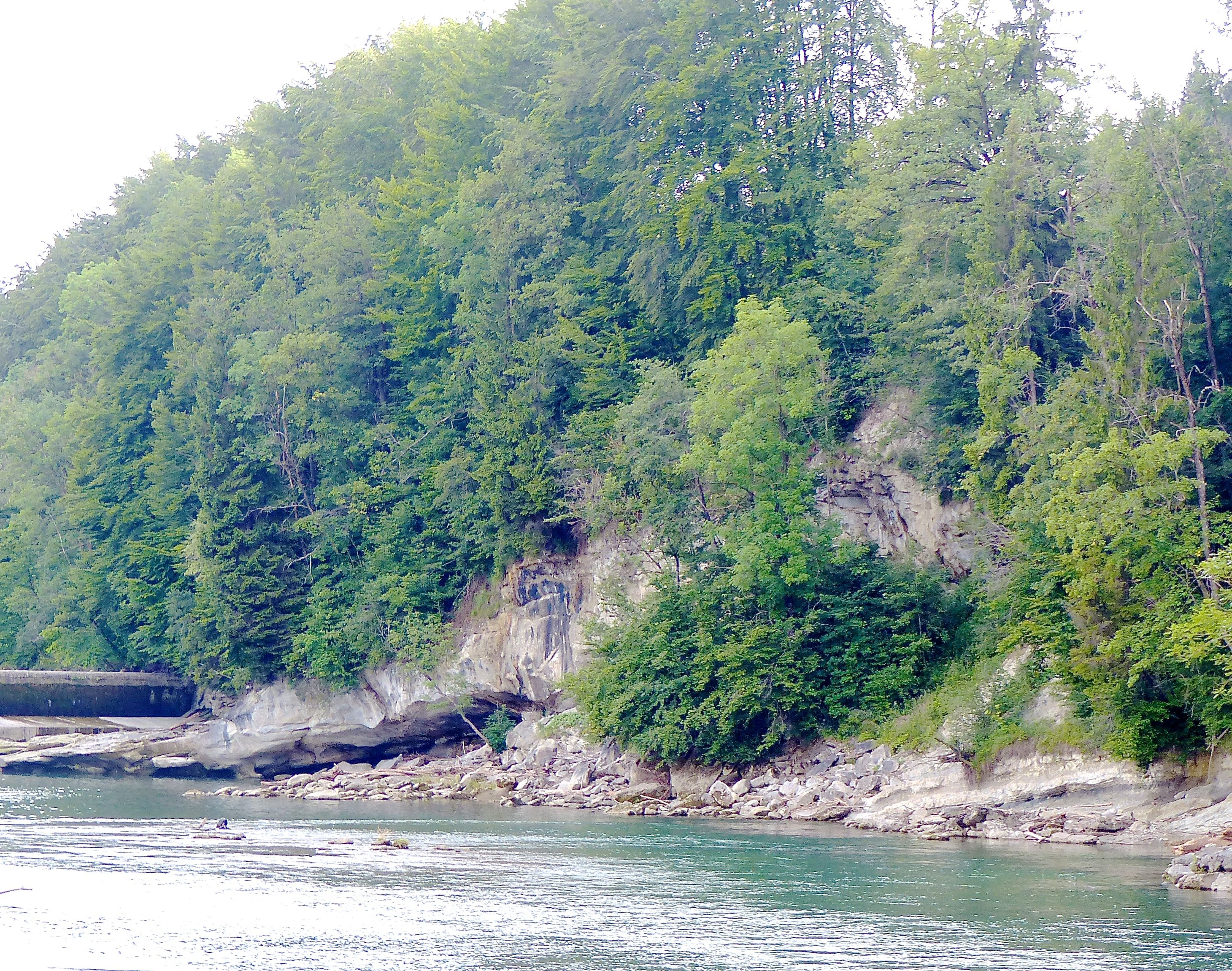
Geotop Illerdurchbruch Oberkottern

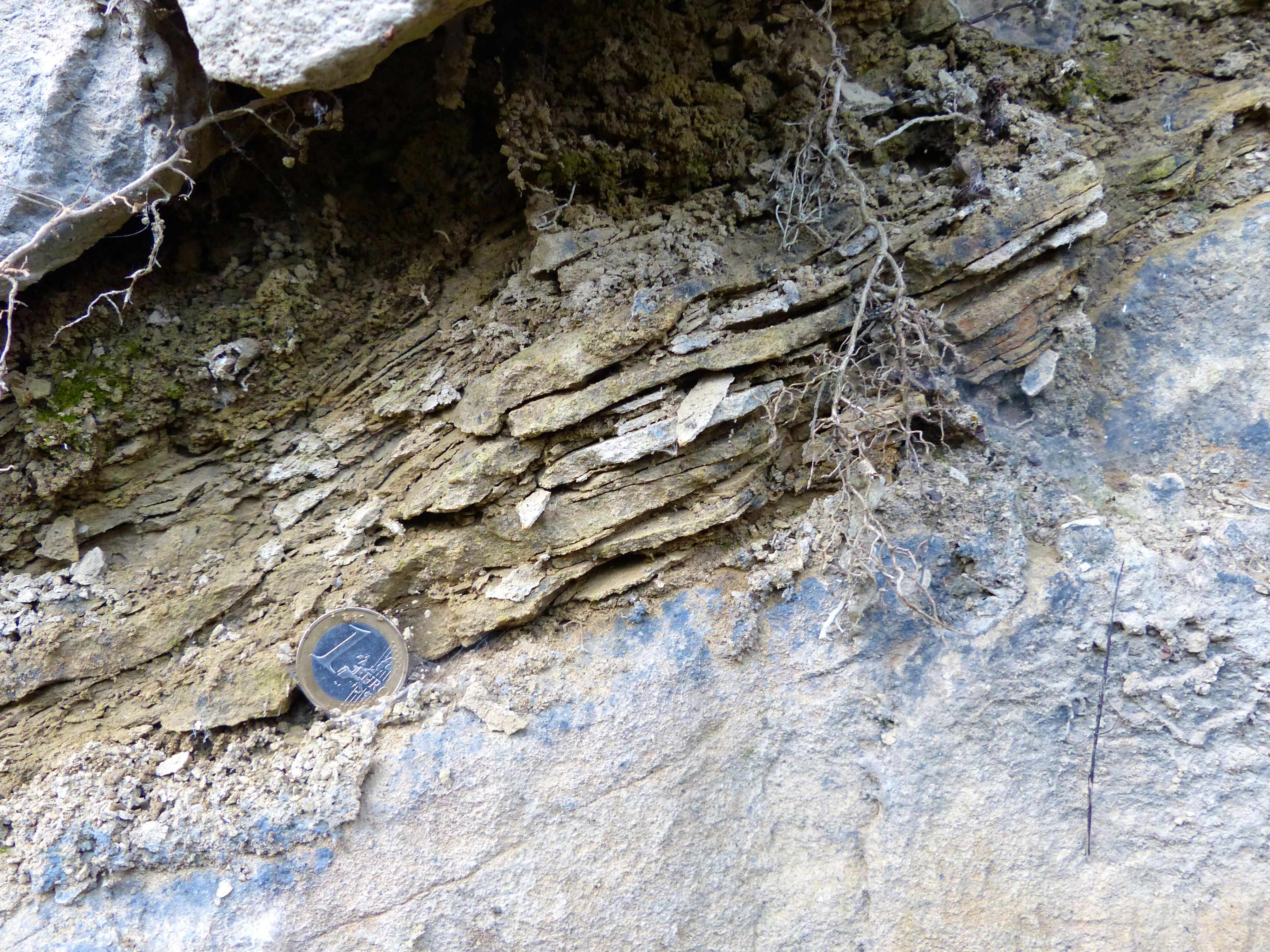
Mergellage zwischen den Sandsteinbänken

Der Illerdurchbruch bei Oberkottern ist ein Geotop im Landschaftsschutzgebiet „Iller“ in Kempten (Allgäu). In einer Verengung des Talquerschnitts der Iller stehen z. T. stark verfestigte feldspatreiche Sandsteine und Konglomerate in Wechsellagerung mit ockerfarbenen Mergelsteinen der Unteren Süßwassermolasse an.
Auf einer Länge von 80 Metern und einer Breite von 35 Metern bilden die verwitterungsresistenteren Gesteine eine massive Felsrippe im Grenzbereich der Faltenmolasse zur ungefalteten Vorlandmolasse im Bereich der Allgäuer Molasse-Vorberge. Diese stark verfestigten, harten Gesteine werden im Grenzbereich des Allgäus zu Oberschwaben auch als so genannte „Granitische Molasse“ bezeichnet.:155
Genetisch werden die durch Flüsse in das nördlich den Alpen vorgelagerte Sedimentbecken geschütteten Sandsteine und Konglomerate aus den Schweizer Kristallingebieten hergeleitet.:159 Die Ablagerung der Sedimente erfolgte im Oligozän bis Miozän.
Die Gesteine stehen an der Uferböschung und im Flussbett an, wo sie partiell von einer Staumauer einer Wasserkraftanlage überbaut wurden.
Der Aufschluss ist 2007 vom Bayerischen Landesamt für Umwelt als lokal bedeutendes Geotop (Geotop-Nr. 763A002) ausgewiesen sowie als Biotop (Biotop-Nr. X8327-383) geschützt.